# Distretto di Morombe
Il distretto di Morombe è un distretto del Madagascar situato nella regione di Atsimo-Andrefana. Ha per capoluogo la città di Morombe.
La popolazione del distretto è di 111 027 abitanti (censimento 2011).